# 孟瑛 (正統進士)
孟瑛（1416年—？），字彥輝，直隸歸德衛人，軍籍。明朝政治人物。進士出身。

## 生平
河南鄉試第十五名。正統四年（1439年）己未科會試第四十八名，殿試登進士第二甲第三十三名。

## 家族
曾祖父孟林。祖父孟榮。父亲孟景。